# Murat Han
Murat Han (n. 1 mai 1975, Ankara, Ankara (il), Turcia) este un actor turc.

## Biografie
S-a născut la 1 mai 1975 în orașul Erzincan, Turcia. Tatăl este Feizullah Khan, mama este Temam Khan. Are și 2 surori - Hulya Han și Nevruz Han

## Filmografie
- Vazgeç Gönlüm (2007-2009) - Salih
- Mutluluk (2007) - Cemal
- Vicdan (2008) - Mahmut
- Ömre Bedel (2009-2011) - Cesur
- Hesaplașma (2009)
- Sensiz Olmaz (2011)
- Eve Düșen Yıldırım (2012) - Namık
- Sana Bir Sır Vereceğim (2013-2014) - Mehmet
- Hatasız Kul Olmaz (2014) - Bașkomiser Bulut
- Kervan 1915 (2016)
- Evlat Kokusu  ( 2017) - Cevahir Akbaș
- Savașçi ( 2018 -2019) Karon